# Леви, Маргарет
Маргарет Леви (Margaret Levi; род. 5 марта 1947) — американский политолог.
Член Национальной АН США (2015) и Американского философского общества (2018), доктор философии (1974), с 2014 года профессор Стэнфордского университета и директор его Center for Advanced Study in the Behavioral Sciences (CASBS), а также (с 2016) старший фелло Stanford Woods Institute for the Environment, эмерит-профессор Вашингтонского университета, в котором преподавала 40 лет — с 1974 года.
Лауреат премии Юхана Шютте (2019).

## Биография
Окончила Колледж Брин-Мар (бакалавр политологии cum laude, 1968).
В 1974 году получила степень доктора философии в Гарвардском университете. Перед профессорством в Стэнфорде (с 2014), на протяжении 40 лет работала на кафедре политологии Вашингтонского университета (с осени 1974 года: первоначально как ассистент-профессор, с 1981 года ассоциированный, с 1987 года полный профессор, именной с 2000 года), где продолжает оставаться эмерит-профессором.
Являлась попечителем Института перспективных исследований в Принстоне.
Президент American Political Science Association (2004—2005).
Член Американской академии искусств и наук (2001), Академии наук штата Вашингтон (2010), American Academy of Political and Social Science (2017).
Автор многочисленных статей и семи книг, в частности Of Rule and Revenue (University of California Press, 1988) и In the Interest of Others: Organizations and Social Activism (Princeton, 2013, в соавт. с John S. Ahlquist).
Замужем за Робертом Капланом, вместе с которым является коллекционером искусства австралийских аборигенов.

## Награды и отличия
- S. Sterling Munro Public Service Award Вашингтонского университета (2001)
- Член Американской академии искусств и наук (2001)
- Стипендия Гуггенхайма (2002—2003)
- Президент Американской ассоциации политологов (2004—2005)
- William H. Riker Prize in Political Science (2014)
- Член Национальной АН США (2015)
- International Studies Association[англ.] Outstanding Activist Scholar Award (2016)
- Elinor Ostrom Memorial Lecture (2017)
- Член Американского философского общества (2018)
- Почётный доктор Мадридского университета имени Карла III (2018?9)

## Труды
- Of Rule and Revenue (University of California Press, 1988)
- Consent, Dissent, and Patriotism (Cambridge University Press, 1997)
- Analytic Narratives (Princeton University Press, 1998)
- Cooperation Without Trust? (Russell Sage, 2005)
- In the Interest of Others (Princeton, 2013, в соавторстве с Джоном Алквистом)
- Маргарет Леви Homo economicus // Эта идея должна умереть. Научные теории, которые блокируют прогресс = This Idea Must Die. Scientific Theories That Are Blocking Progress. / Брокман Джон (ред.) — АСТ, 2015. — ISBN 978-5-17-102068-2